# Marek Magdziak
Marek Jarosław Magdziak – polski filozof, dr hab. nauk humanistycznych, profesor nadzwyczajny i kierownik Katedry Logiki i Metodologii Nauk Wydziału Nauk Społecznych Uniwersytetu Wrocławskiego.

## Życiorys
24 listopada 1995 obronił pracę doktorską Filozoficzne przesłanki i konsekwencje semantycznej teorii prawdy, 29 stycznia 2010 habilitował się na podstawie dorobku naukowego i pracy zatytułowanej Pragmatyczno-logiczne aspekty pojęcia prawdy. Esej z logiki filozoficznej. Otrzymał nominację profesorską. Pracował w Collegium Humanitatis.
Objął funkcję profesora nadzwyczajnego, a także kierownika w Katedrze Logiki i Metodologii Nauk na Wydziale Nauk Społecznych Uniwersytetu Wrocławskiego.

## Publikacje
- 1998: O antynomii kłamcy[2]
- 2004: Prawda w języku potocznym i paradoks kłamcy : (w obronie filozofów)[2]
- 2006: Czy pojęcie prawdy jest konstruktywne?[2]
- 2011: O pewnej logicznej analizie pojęć "konieczność" i "istnienie"[2]